# Uganda nos Jogos Olímpicos de Verão de 1964
Uganda competiu nos Jogos Olímpicos de Verão de 1964 em Tóquio, Japão.